# 하람 (가수)
하람은 대한민국의 가수이다. 2020년 싱글 《Way》로 데뷔했다.

## 학력
- 호원대학교 실용음악과 졸업
- 백제예술대학교 졸업

## 방송
- 싱어게인2 (2021) - Top39

## 음반
- Way (2020)
- 싱어게인2 - 무명가수전 Episode.2 (2021)

## 수상
- 수달가요제 우수상 (2016)